# John Rawlings Rees
John Rawlings Rees (auch Jack genannt) (* 25. Juni 1890 in Leicester; † 11. April 1969 in London) war ein britischer Psychiater und  Brigadegeneral in der britischen Armee (Royal Army Medical Corps RAMC). Er war Commander of the British Empire (CBE) und Fellow des Royal College of Physicians.

## Leben
Rees war der Sohn eines  Wesleyan Methodistenpriesters. Er wollte zuerst Missionar werden, studierte dann aber Medizin.
Im Ersten Weltkrieg diente er in Frankreich, Mesopotamien und Indien. Dort sah er Soldaten mit Nervenzusammenbrüchen, die ungenügend behandelt wurden.
Sein Interesse galt zuerst der öffentlichen Gesundheit. Durch die Begegnung mit Hugh Crichton-Miller, der von den Lehren von Carl Gustav Jung und von Sigmund Freud beeinflusst war, wandte er sich der Psychiatrie zu. Chrichton gründete 1920 die Tavistock Clinic. Rees machte eine Lehranalyse beim Jungianer Morris Nicoll, ließ sich aber nicht als Psychoanalytiker ausbilden. 1934 folgte er Crichton-Miller als medizinischer Direktor an der Tavistock Klinik. Unter seiner Führung wurde die Klinik zum wichtigsten Zentrum für psychoanalytische Psychiatrie in Großbritannien.
1939 wurde Rees das Kommando über die britische Armeepsychiatrie übergeben. Da es in der Armee kaum Psychiater gab, stellte er ein Team von Mitarbeitern aus der Tavistock Clinic zusammen. Bis 1945 wurden 300 Armeepsychiater ausgebildet und Rees wurde zum Brigadegeneral befördert.
Nach dem Zweiten Weltkrieg drängte die jüngere Generation, ihre Kriegserfahrungen zu nutzen und der Psychoanalyse in der Klinikarbeit zum Durchbruch zu verhelfen. Rees konnte mit dieser Entwicklung nicht Schritt halten und trat 1947 als Direktor zurück.
1948 organisierte er den ersten Mental Health Congress, der zur Gründung der World Federation for Mental Health führte, mit Rees als erstem Präsident. In zahlreichen Reisen in die Dritte Welt, half er die moderne Psychiatrie zu verbreiten.

## Werk
Rees förderte in der Tavistock Clinic der 1930er Jahre die neue dynamische Psychologie wie die Psychoanalyse, Individualpsychologie, Analytische Psychologie sowie die britische Objektbeziehungstheorie von William R. D. Fairbairn und die Ausbildung in psychiatrischer Sozialarbeit und Erziehungsberatung. Seine führenden Mitarbeiter waren James Arthur Hadfield und Ian Suttie. Deren Buch The Origins of Love and Hate von 1935 hatte einen wichtigen Einfluss in der britischen Psychotherapie, was sowohl von John Bowlby und Donald Winnicott bestätigt wurde. Weitere Mitarbeiter in den 1930er Jahren waren Wilfred R. Bion, Henry V. Dicks und Eric Lansdown Trist.
Im Zweiten Weltkrieg konnte Rees die Armee vom Wert der Psychiatrie bei der Auswahl von Soldaten entsprechend ihrer Persönlichkeit und Intelligenz, in der Rehabilitation von psychiatrischen Opfer und bei der Aufrechterhaltung einer guten Truppenmoral überzeugen.
Die Bildung und Ausbildung von Soldaten mit begrenzter Intelligenz war eine bedeutende Innovation in der Kriegszeit, die den Weg für Nachkriegsentwicklungen in diesem Bereich ebneten.
Nach dem Krieg erarbeitete Rees mit fünf Mitarbeitern unter dem Namen Operation Phoenix den Zwischenbericht Planning Committee (IPC). Unter dem Vorsitz von Wilfred Bion wurden aufgrund ihrer Kriegserfahrungen neue Wege für ihre Arbeit am Tavistock formuliert. Diese interdisziplinäre Gruppe gründete 1947 das Tavistock Institute of Human Relations und wandte sich Fragen der Organisationsentwicklung und des sozialen Wandels zu.